# Klaus Voormann
Klaus Voormann (Berlin, 1938. április 29. –) német grafikusművész, zenész, lemezproducer. Számos zenekarnak tervezett grafikákat lemezborítóhoz, köztük a The Beatles-nek, a Bee Gees-nek, a Wet Wet Wet -nek és a Turbonegro -nak. Producerként legjegyzettebb munkája a Trio együttes nevéhez fűződik, amelynek a világsikere a Da Da Da volt. Zenészként az a legismertebb időszaka, amikor 1966-69-ben Manfred Mann basszusgitárosa volt. Stúdiózenészként az egykori Beatles tagok rengeteg lemezfelvételén közreműködött.
Voormann kapcsolata a Beatles-szel az együttes hamburgi turnéira nyúlik vissza, a 60-as évek elejére. Ő tervezte a zenekar Revolver c. albumának borítóját, amiért Grammy-díjat kapott. A zenekar feloszlása után olyan hírek kerintek, hogy Ladders néven John Lennon, George Harrison, Ringo Starr és Voormann új zenekart alapít, de ebből nem lett semmi. Voormann játszott egy ideig a  Plastic Ono Band-ben is. Ő tervezte a Beatles Anthology illusztrációit.
2009-ben megjelent első szólóalbuma, az A Sideman's Journey, amelyen nagyon sok jónevű zenész közreműködött, pl. Paul McCartney és Ringo Starr.

## Ifjú évei – Hamburg
Voormann művészetek iránt érdeklődő családban nőtt fel. Berlinben, majd Hamburgban tanult, utóbbiban grafikát. 8 hónapig Düsseldorfban illusztrátorként dolgozott különböző magazinoknál. Hamburgban diáktársa volt Astrid Kirchherr és Jürgen Vollmer, akikkel barátságot kötött. Egy napon Voormann a Reeperbahn környékén kóborolt és zenét hallott kiszűrődni a Kaiserkeller klubból. Éppen a Rory Storm and the Hurricanes játszott, majd következett a Beatles. Voormannak elállt a lélegzete is a hallottaktól. Azelőtt sosem hallott rock and rollt, a tradicionális dzsesszt ismerte, meg pár Nat King Cole számot. Azonnal elcipelte magával Astridot és Jürgent is, s azután a három barát minden szabadidejét a klubban töltötte. Az egyik szünetben Voormann Lennon kezébe nyomott egy saját tervezésű lemezborítót, de Johnt ez kevéssé érdekelte, továbbpasszolta őt Stuart Sutcliffe -hez. Stuarttal hamar megbarátkoztak mindhárman, különösen Astrid kapcsolata mélyült rohamosan vele. A lány Voormann barátnője volt, de Stuart megjelenésével kapcsolatuk barátsággá szelídült, Astrid hamarosan Stuarttal kezdett randizni.

## London
A 60-as évek elején Voormann úgy döntött, hogy Németországból Londonba költözik. George Harrison hívta, hogy a Beatles londoni lakásában lakjon a Green Street-en, mert John kiköltözött a felesége házába, Paul pedig a barátnője szüleihez ment lakni. Így aztán, Voormann George és Ringo társaságában lakott, amíg munkát nem talált grafikus-illusztrátorként, és saját szállást nem bérelhetett. 1963-ban tért vissza Hamburgba, ahol zenekart alapított Paddy, Klaus & Gibson néven.
Voormann 1966-ban újra Londonba ment, ahol Lennon felkérte a Revolver című új lemezük borítójának tervezésére. A legjobb lemezborító kategóriában Grammy-díj lett munkájának a jutalma. Ez idő tájt készült a Bee Gees bemutatkozó albuma is, melynek borítóját szintén ő tervezte.

## A basszusgitáros
A Revolver borítójának tervezése idején lett Voormann a Manfred Mann basszusgitárosa, visszautasítva a The Hollies és a The Moody Blues ajánlatát. Részese volt a zenekar nagy sikereinek, pl. a világsláger Mighty Quinn-nek.
Később stúdiózenész lett. Rengeteg világsztár lemezfelvételén közreműködött, pl. Lou Reed, Carly Simon, James Taylor, Harry Nilsson. Tagja volt a Plastic Ono Band-nek a későbbi Yes dobos Alan White -tal és Eric Clapton nal.
1971-ben Los Angelesbe utazott. Amikor az EMI a Walls and Bridges c. lemezzel kapcsolatban Lennon véleményét kérdezte azzal kapcsolatban, hogy ki legyen a basszusgitáros, John határozottan Voormannt javasolta.
1971-ben Voormann játszott George Harrisonnal a The Concert for Bangladesh-en is. George halála után, 2002 őszén fellépett a Concert for George-on.
1979-ben visszatért Németországba, ahol a Trio producere lett. Három stúdió- és egy koncertalbum lett közös munkájuk eredménye.
1989-ben kiszállt a zenei biznisz világából, de azért 1995-ben az Apple Records kérésére megtervezte a Beatles Anthology borítóját.
2009-ben megjelent első szólóalbuma A Sideman's Journey címmel. A lemezen közreműködők, azaz a Voormann & Friends között nem kisebb nevek találhatók, mint  Paul McCartney, Ringo Starr, Yusuf Islam, Don Preston, Dr. John, The Manfreds, Jim Keltner, Van Dyke Parks, Joe Walsh és sokan mások.